# Torre del Cortijo de los Salineros

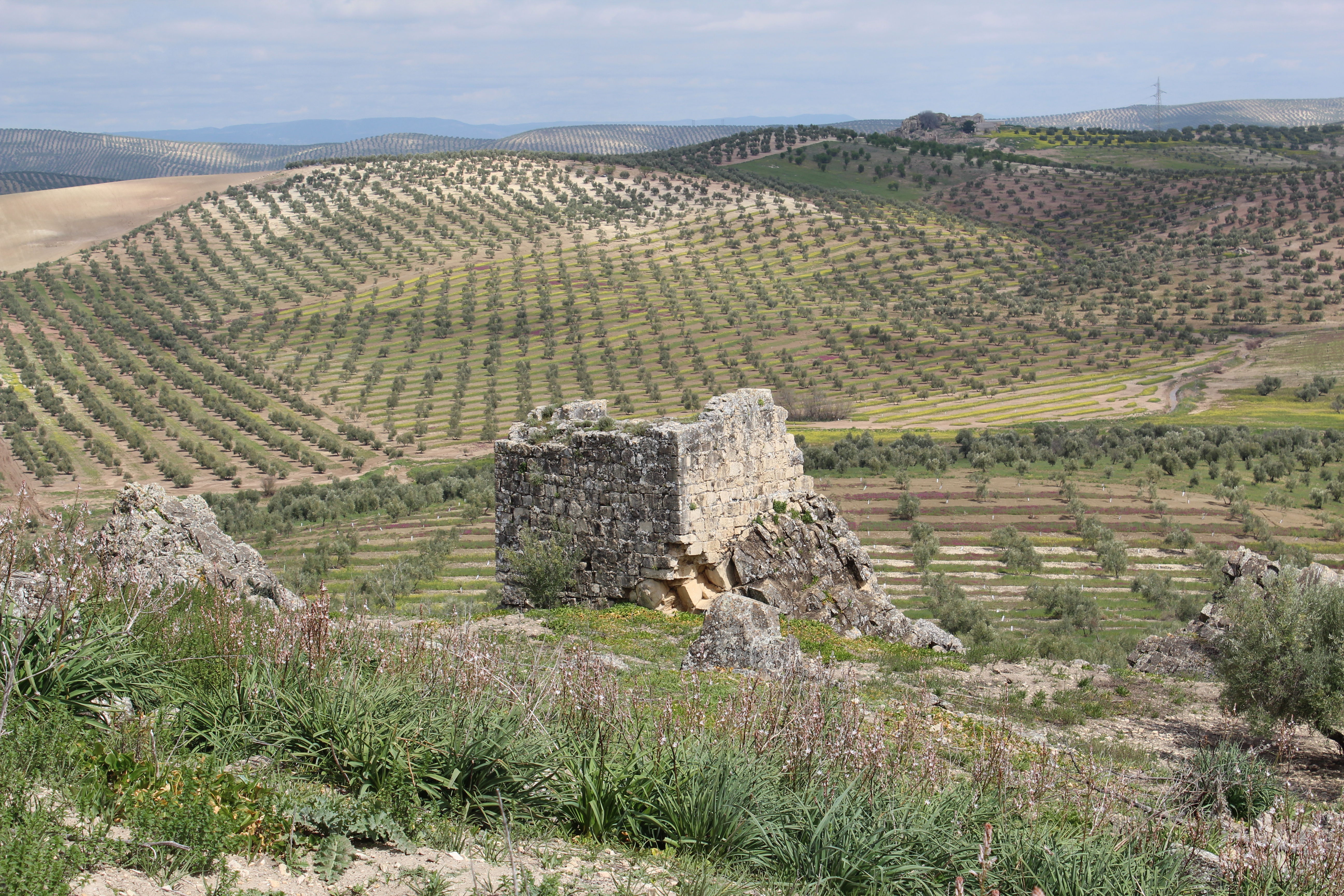
Entorno de la torre del Cortijo de los Salineros, también conocida como atalaya de las Torrecillas.

Se conoce como Torre del Cortijo de los Salineros, o bien las Torrecillas, a los restos de una torre bajomedieval de mampostería hilada, ubicada junto a otras estructuras superficiales de la Edad del Cobre e ibéricas. Se encuentra al norte del castillo del Berrueco, en la campiña olivarera, dentro del término municipal de Torredelcampo (Jaén).

## Descripción e historia
En el yacimiento se conserva, a pesar del nombre torrecillas, una sola torre medieval de planta cuadrada con un alzado de 4 metros, construida en mampostería. Por medio de la fotografía aérea (vuelos aerofotogramétricos realizados por el ejército de Estados Unidos a mediados de siglo XX) se conoce la existencia de otra torre de las mismas características, hoy desaparecida. En superficie también se pueden seguir otras estructuras rectangulares y ovaladas; en torno a éstas se observa una dispersión de materiales cerámicos que se pueden fechar en las fases de Cobre Final e Ibérico Antiguo. La torre es de consistencia maciza gracias a la roca natural sobre la que se asienta, la cual es aprovechada hasta la altura del parapeto, el cual se compone de una hilera de piedras poco consistente, y por consiguiente mal conservado.
La torre se ubica de manera paradójica en el piedemonte de un cerrete, sobre un saliente rocoso, renunciando por consiguiente a la mayor vista y defensa de la cumbre del cerro, ubicada a cien metros. El torreón podría haber formado parte de un refugio o albacara en el que se resguardarían los habitantes del entorno en caso de peligro.